# 中野健治
中野 健治（なかの けんじ、1970年7月18日 - ）は、日本の男性声優、俳優。タレンタム所属。広島県出身。

## 人物
それ以前はオフィスチャープ、TABプロダクション、B-Boxに所属していた。アニメや映画、舞台など幅広く活躍。

## 出演作品

### テレビアニメ
1997年
- ケロケロちゃいむ（番兵カエル、ムツジロウ、衛兵、生徒）
- こちら葛飾区亀有公園前派出所（1997年 - 2000年、客、子供、商店街の人、子分、八百屋 他）

1998年
- ビーストウォーズII 超生命体トランスフォーマー（1998年 - 1999年、ダイバー）

1999年
- HUNTER×HUNTER（第1作）（1999年 - 2000年、イモリ）

2011年
- 夏目友人帳（2011年 - 2012年、金槌を持った妖怪、ギョロ目の妖怪） - 2シリーズ

2024年
- ぼのぼの（2024年 - 2025年、クズリくんのおとうさん〈2代目〉、ぼのぼののおとうさん〈2代目〉他）

### 劇場アニメ
- ビーストウォーズII 超生命体トランスフォーマー ライオコンボイ危機一髪!（1998年、ダイバー）

### OVA
- フランケンシュタイン（科学者）
- ロビンフットの冒険（セドリック）

### 吹き替え
- 三銃士（枢機卿）
- バトル★ダンス（グリーンウォルド）
- H2O:マーメイドアドベンチャー（マーレイ）
- クリパリ カエルの戦士（ジア）
- UnREAL シーズン1（チェット）
- UnREAL シーズン2（チェット）
- Wild Wild Country（ジョン・シルバートゥース / ロバート）
- スパイキッズ とくべつミッション シーズン1（ゴールデンブレイン）
- ジュディーを探して（ジョナサン・キャドウェル / アルフィー）
- クリパリ 夢の世界へ（ジア）
- スパイキッズ とくべつミッション シーズン2（ゴールデンブレイン）
- グランピーキャットの最低で最高のクリスマス（ジョージ）
- プリンセス・ブライド・ストーリー（祖父〈ピーター・フォーク〉 / イエリン）
- アクリモニー 辛辣な復讐（プレスコット / 裁判官 / 牧師）
- アメリカン・サイコ（ドナルド・キンバル〈ウィレム・デフォー〉）※配信版
- スピード・スティール（コフレックス・ロイ）
- LOL ～ローラの青春～（アレン）
- リケジョがサッカーに出会ったら（オスター先生）
- サイバー・ミッション（チョウ）
- ダーティ・ダンシング（マックス）※配信版
- フライト・ホステージ（ジョンソン）
- アル・パチーノ ブロークン 過去に囚われた男（マングルホーン〈アル・パチーノ〉）
- トラブル・メーカー（フィクサー）
- レッドライン:ネバー・セイ・グッドバイ（チモフェーエフ / コーネフ / イーサ）
- 私のIDはカンナム美人（テシク）
- フライトSOS〜ロスト・イン・ザ・パシフィック（ヴィンセント）
- 物知り博士（ラムジー）
- サイコパス〜地下戦慄〜（バーンズ）
- ミスティック・フェイス（シャーマン）
- サマー・シャーク・アタック（ジョーンズ）
- 事故物件〜身も凍る執念〜（マーカス）
- チア・スクワット〜不可解な連続死〜（アルバース）
- MAGMA（オスカー）
- ブラットムーン（ホレス・レイクラント）
- ブルータリスト（ゴードン〈イザック・ド・バンコレ〉）
- TATSUMAKI（マーカス）
- パワー（アメリカ大統領）
- ドライブアウェイ・ドールズ（ウェイター1[3]）

### 映画
- はらむひとびと（2025年）[4]

### 舞台
- スピークロウ（ウォーキングスタッフ）

### CM
- 甲陽建機 ジューキマン（顔出し）
- 山梨日日新聞（顔出し）